# Kim Ojo
Kim Ojo (Warri, Nigeria, 2 de diciembre de 1988), futbolista nigeriano. Juega de delantero y su actual equipo es el KRC Genk de la Primera División de Bélgica.

## Selección nacional
Ha sido internacional con la Selección de fútbol de Nigeria Sub-23.

## Clubes
| Club              | País    | Año       |
| ----------------- | ------- | --------- |
| Nybergsund-Trysil | Noruega | 2008-2010 |
| SK Brann          | Noruega | 2011-2012 |
| KRC Genk          | Bélgica | 2013-     |